# Prime Minister’s Awards for Literary Achievement
Die Prime Minister’s Awards for Literary Achievement sind ein neuseeländischer Literaturpreis. Sie wurden 2003 vom Arts Council of New Zealand Toi Aotearoa (Creative New Zealand), der nationalen Agentur der neuseeländischen Regierung zur Entwicklung der Künste, geschaffen. Jede der drei Kategorien „Fiction“, „Nonfiction“ und „Poetry“ ist mit 60,000 NZ$ dotiert.

## Preisträger
2019
- Fiction: Elizabeth Knox
- Nonfiction: Gavin Bishop
- Poetry: Fleur Adcock

2018
- Fiction: Renée
- Nonfiction: Wystan Curnow
- Poetry: Michael Harlow

2017
- Fiction: Witi Tame Ihimaera-Smiler
- Nonfiction: Peter Simpson
- Poetry: Paula Green

2016
- Fiction: Marilyn Duckworth
- Nonfiction: Atholl Anderson
- Poetry: David Eggleton

2015
- Fiction: Roger Hall
- Nonfiction: Joan Metge
- Poetry: Bernadette Hall

2014
- Fiction: Jack Lasenby
- Nonfiction: Jock Phillips
- Poetry: Ian Wedde

2013
- Fiction: Owen Marshall
- Nonfiction: Martin Edmond
- Poetry: Michele Leggott

2012
- Fiction: Albert Wendt
- Nonfiction: Gregory O’Brien
- Poetry: Sam Hunt

2011
- Fiction: Dame Fiona Kidman
- Nonfiction: James Belich
- Poetry: Peter Bland

2010
- Fiction: Joy Cowley
- Nonfiction: James McNeish
- Poetry: Cilla McQueen

2009
- Fiction: Christian Karlson Stead
- Nonfiction: Ranginui Walker
- Poetry: Brian Turner

2008
- Fiction: Lloyd Jones
- Nonfiction: W. H. Oliver
- Poetry: Elizabeth Smither

2007
- Fiction: Fiona Farrell
- Nonfiction: Dick Scott
- Poetry: Bill Manhire

2006
- Fiction: Patricia Grace
- Nonfiction: Judith Binney
- Poetry: Vincent O’Sullivan

2005
- Fiction: Margaret Mahy
- Nonfiction: Philip Temple
- Poetry: Alistair Te Ariki Campbell

2004
- Fiction: Maurice Gee
- Nonfiction: Anne Salmond
- Poetry: Kevin Ireland

2003
- Fiction: Janet Frame
- Nonfiction: Michael King
- Poetry: Hone Tuwhare